# Table des caractères Unicode/U2C80
Cette page contient des caractères spéciaux ou non latins. S’ils s’affichent mal (▯, ?, etc.), consultez la page d’aide Unicode.
Table des caractères Unicode U+2C80 à U+2CFF.

## Copte
Utilisés pour l’écriture de la langue copte et du vieux nubien.
Note : le caractère U+2CFD est actuellement affiché incorrectement par certains navigateurs. Si ce caractère représente effectivement la fraction copte un demi (et ressemble normalement à un tilde renversé, proche d'un s minuscule étiré), ces navigateurs le remplacent par [1/2] à la place. Cela ne provient pas de ce site ou des polices de caractères installées. De même, certaines substitutions de caractères sont mal effectuées et présentent les majuscules et minuscules coptes incorrectement sur des rangées distinctes, alors que chaque majuscule est codée juste avant la minuscule correspondante (Ces problèmes apparaissent avec Mozilla Firefox mais pas Internet Explorer). L’installation d’une police supportant effectivement ce bloc copte résoudra le problème en évitant l’émulation par le navigateur.

### Table des caractères
| en fr  | 0 | 1 | 2 | 3 | 4 | 5 | 6 | 7 | 8 | 9 | A | B | C | D | E | F |
| ------ | - | - | - | - | - | - | - | - | - | - | - | - | - | - | - | - |
| U+2C80 | Ⲁ | ⲁ | Ⲃ | ⲃ | Ⲅ | ⲅ | Ⲇ | ⲇ | Ⲉ | ⲉ | Ⲋ | ⲋ | Ⲍ | ⲍ | Ⲏ | ⲏ |
| U+2C90 | Ⲑ | ⲑ | Ⲓ | ⲓ | Ⲕ | ⲕ | Ⲗ | ⲗ | Ⲙ | ⲙ | Ⲛ | ⲛ | Ⲝ | ⲝ | Ⲟ | ⲟ |
| U+2CA0 | Ⲡ | ⲡ | Ⲣ | ⲣ | Ⲥ | ⲥ | Ⲧ | ⲧ | Ⲩ | ⲩ | Ⲫ | ⲫ | Ⲭ | ⲭ | Ⲯ | ⲯ |
| U+2CB0 | Ⲱ | ⲱ | Ⲳ | ⲳ | Ⲵ | ⲵ | Ⲷ | ⲷ | Ⲹ | ⲹ | Ⲻ | ⲻ | Ⲽ | ⲽ | Ⲿ | ⲿ |
| U+2CC0 | Ⳁ | ⳁ | Ⳃ | ⳃ | Ⳅ | ⳅ | Ⳇ | ⳇ | Ⳉ | ⳉ | Ⳋ | ⳋ | Ⳍ | ⳍ | Ⳏ | ⳏ |
| U+2CD0 | Ⳑ | ⳑ | Ⳓ | ⳓ | Ⳕ | ⳕ | Ⳗ | ⳗ | Ⳙ | ⳙ | Ⳛ | ⳛ | Ⳝ | ⳝ | Ⳟ | ⳟ |
| U+2CE0 | Ⳡ | ⳡ | Ⳣ | ⳣ | ⳤ | ⳥ | ⳦ | ⳧ | ⳨ | ⳩ | ⳪ | Ⳬ | ⳬ | Ⳮ | ⳮ | ⲟ⳯ |
| U+2CF0 | ⲟ⳰ | ⲟ⳱ | Ⳳ | ⳳ |   |   |   |   |   | ⳹ | ⳺ | ⳻ | ⳼ | ⳽ | ⳾ | ⳿ |